# Trypeticus kalshoveni
Trypeticus kalshoveni är en skalbaggsart som beskrevs av Kanaar 2003. Trypeticus kalshoveni ingår i släktet Trypeticus och familjen stumpbaggar. Inga underarter finns listade i Catalogue of Life.